# Beate Rademacher

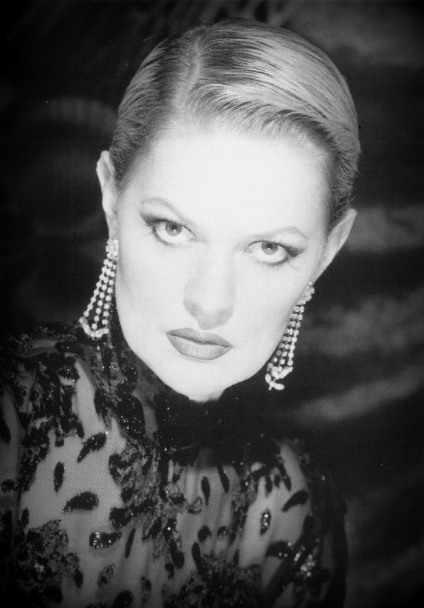
Beate Rademacher

Beate Rademacher (* 31. März 1953 in Rhede im Münsterland) war eine deutsche  Sängerin, Kabarettistin und Schauspielerin.

## Leben und Karriere
Beate Rademacher wuchs als viertes von fünf Kindern des Ehepaars Bernhard und Elli Rademacher auf. Sie besuchte die Mädchenrealschule der Schönstätter Marienschwestern in Borken und legte ihr Abitur am Internat Schloss Eringerfeld ab. Danach studierte sie an der Kölner Universität Theaterwissenschaften, Germanistik und Philosophie. 1982 schloss sie das Studium mit Magister artium ab.
Zeitgleich ließ sich Rademacher bei dem Pianisten und Instrumentalpädagogen Hubertus Tölle und dem Komponisten  Aljoscha Zimmermann in Chansongesang ausbilden. 1978 erlebte das erste von Hubertus Tölle, Oswin Schürmann und Beate Rademacher erarbeitete Chansonprogramm „Chansons und Schlager der 20er bis 50er Jahre“ in der alten Kölner Studiobühne Premiere.
Schauspielunterricht nahm sie bei Schulat und Wolfgang Lüchtrath.
Mit diversen  Kabarett- und Chansonprogrammen trat sie bundesweit auf Kleinkunstbühnen auf. Ihre Begleiter am Klavier und Bühnenpartner waren u. a. Steve Nobles, Jörg Ritzenhoff, Adrian Neagu und Barbara Ruscher.
Ein Bühnenprogramm von Beate Rademacher hat neben dem Chansonselement immer auch große Kabarettanteile. Zum Teil stammen diese Texte aus eigener Feder, es sind aber auch Autoren wie Reinhard Schulat-Rademacher, Wolfgang Lüchtrath oder Christian Ehring verpflichtet worden.
In dem Programm „Blondinen, bevor’s zuckt“ wurden prominente Blondinen karikiert, imitiert und persifliert.
Auftritte mit Rademachers Kabarett-, Comedy-, Chanson-Programmen gab es z. B. im Kölner Senftöpfchen, im Millowitsch-Theater, im Düsseldorfer Kom(m)ödchen und im Münchener Rationaltheater, in diversen TV-Programmen und Shows im In- und Ausland sowie bei Firmenevents und Wohltätigkeitsveranstaltungen.
Mit Karsten Vorwerk und Phillip Parusel formierte sie 2012 die progressive Theater-Rockband „Höllenmaschine“, wobei die die meisten Liedtexte und erklärenden Moderationen von ihr geschrieben sind, während die Musik von Karsten Vorwerk stammt. Die Themen kreisen um biblische und historischen Frauenfiguren, die als Huren, Heilige, Hexen, Mörderinnen oder Piratinnen „Karriere“ machten. Rademachers Interesse an Frauenfiguren wie an Maria, der Mutter Jesu, an der „Hexe“ Katharina Henot, der Serienmörderin Gesche Gottfried, an Hildegard von Bingen oder an der Piratin Bonny beschreibt sie selbst als „Faszination des Unfassbaren“.

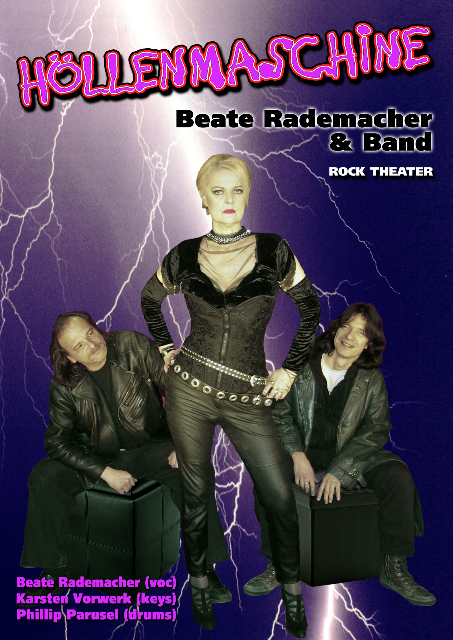
Plakat von Höllenmaschine

Als Schauspielerin tritt sie in „Dinner for One op Kölsch“ als „Miss Züff“ auf.

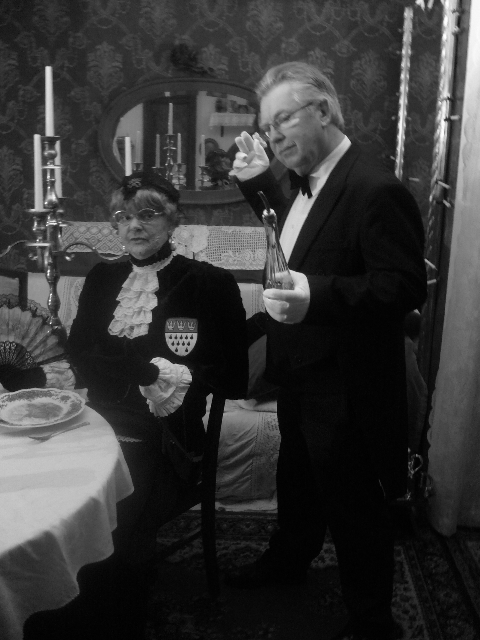
Dinner for one op Kölsch

Rademacher unterrichtet in diversen VHS-Projekten und Jugendprogramme und arrangiert Stücke für die Theaterpädagogik, z. B. „Eine Flasche Pommfritz und eine Tube Rotwein“ (VHS), und „The stage is yours – be crazy“ (Jugendtheaterprojekt, Dormagener Micado). Auch im Rahmen des Förderprogrammes „Stärken vor Ort“ war Rademacher in Dormagen-Hackenbroich mit einem Jugendtheaterprojekt auf ihrer eigenen Kleinkunstbühne im Gasthof „Zum Stern“ in Dormagen-Zons aktiv.
Beate Rademacher war mit dem Kölner Schauspieler Reinhard Schulat-Rademacher verheiratet. Dieser Ehe entstammt eine Tochter.
Heute lebt sie mit dem Pianisten Karsten Vorwerk in Köln.

## Programme
- Vom Feinsten und Gemeinsten (Chansonprogramm mit Hubertus Tölle)
- Kölner Treff (mit Alfred Biolek)
- Schlossermeister Bollmann (mit Willy Millowitsch)
- Blondinen, bevor' s zuckt (Comedyprogramm über blonde Frauen, mit div. Pianisten)
- Vom Rinde verdreht (mit Barbara Ruscher)
- Hautenge Gesänge (Solochansonprogramm, Kurzprogramm für Eventbereich)
- Teufel in Strapsen (Memoirenkabarett, Soloprogramm)
- Sekretärinnen (Wittenbrink Musical im Kölner Keller Theater, sechs Frauen)
- Das Hohelied der Triebe (Kabarett- u. Chansonprogramm mit Karsten Vorwerk)
- Für eine Nacht voller Seligkeit (Best of Kabarett und Chanson)
- Dinner for One op Kölsch (mit Friedhelm Spitzenberg)
- Höllenmaschine (Rocktheater mit Karsten Vorwerk u. Phillip Parusel)

## CD-Produktionen für Kinder
- Der kleine Eisbär (Stimme der Schiffskatze Nemo)
- Bibi Blocksberg Musical (Stimme der Sensationsreporterin Karla Kolumna) Cocomico Produktionen, Köln.